# Pașcani
Pașcani is een stad in het noordoosten van Roemenië en met 42.172 inwoners (2002) de tweede stad van het district Iași. Het is een belangrijk spoorwegknooppunt. Pașcani ligt in het dal van de Siret, even ten westen van de rivier, en bestaat uit een beneden- en een bovenstad, die door trappen (de Scarile mari en de Scarile mici) met elkaar verbonden zijn. 
Pașcani werd in 1453 voor het eerst genoemd en heeft zijn naam te danken aan de bojaar Oană Pașca. De aansluiting op het spoorwegnet kwam er in 1869, toen een verbinding met Suceava en met Roman tot stand kwam. Later zijn aan deze hoofdverbinding aftakkingen naar Iași en naar Târgu Neamț toegevoegd. In de Tweede Wereldoorlog werd de stad vrijwel geheel verwoest.
De stad was in 1880 de geboorteplaats van de schrijver Mihail Sadoveanu. Zijn roman De plaats waar niets gebeurde (Locul unde nu s-a întâmplat nimic, 1933) speelt zich in Pașcani af.